# 元結正次郎
元結 正次郎（もとゆい しょうじろう、1958年 - ）は、日本の建築学者。東京工業大学環境社会理工学院建築学系教授。専門は建築構造（シェル・空間構造）。

## 来歴・人物
- 1980年3月 - 福井大学建築学科卒業[3]
- 1982年3月 - 東京工業大学大学院社会開発工学専攻修士課程修了[3]
- 1985年3月 - 東京工業大学大学院社会開発工学専攻博士後期課程修了（工学博士）[3]
- 1985年4月 - 東急建設株式会社構造設計部[3]
- 1995年4月 - 東京工業大学大学院総合理工学研究科人間環境システム専攻助教授[3]
- 2007年4月 - 東京工業大学大学院総合理工学研究科人間環境システム専攻准教授[3]
- 2011年7月 - 東京工業大学大学院総合理工学研究科人間環境システム専攻教授[3]
- 2016年4月 - 東京工業大学環境社会理工学院建築学系教授[3]

## 特許・実用新案・意匠
- 和田章, 佐藤誠, 元結正次郎, 坂田弘安. 連層壁を用いた制振構造. 特許. 公開. 国立大学法人東京工業大学. 2010/03/26. 特願2010-073278. 2010/11/18. 特開2010-261297. 2010.

## 著書
- 『建築構造力学』(初学者の建築講座)  市ヶ谷出版社、2004年
  - 新版：大塚貴弘共著、市ヶ谷出版社、2008年
- 『建築構造』(初学者の建築講座) 坂田弘安、日浦賢治共著、市ヶ谷出版社、2004年
  - 新版：坂田弘安、藤田香織、日浦賢治共著、市ヶ谷出版社、2009年
  - 第3版：坂田弘安、藤田香織、日浦賢治共著、市ヶ谷出版社、2016年
- 『建築構造力学入門』 数理工学社、2006年